# Xu bạc
Xu bạc hay đồng bạc là tín tệ kim loại đầu tiên trên thế giới, được đúc hàng loạt và đưa vào lưu thông. Bạc đã được sử dụng để đúc tiền từ thời Hy Lạp cổ đại; drachma bạc của Hy Lạp là đồng tiền thương mại phổ biến thời đó. Người Ba Tư cổ đại sử dụng đồng xu bạc trong khoảng thời gian từ 612-330 trước Công nguyên. Trước năm 1797, đồng xu của Anh được đúc bằng bạc.
Đối với giới sưu tầm tiền xu, nhiều yếu tố quyết định giá trị của đồng xu bạc bao gồm độ hiếm, nhu cầu, chất lượng và số lượng được đúc ban đầu. Các đồng xu bạc cổ được các nhà sưu tập thèm muốn bao gồm Denarius và Miliarense, trong khi các đồng xu bạc được ưa chuận gần đây bao gồm Đô la Morgan và Dollar Thương mại Tây Ban Nha.
Khác với những đồng xu bạc cổ dùng để sưu tầm, những đồng xu bằng bạc thỏi phổ biến được đúc hiện nay ở Mỹ, Úc, Canada, Trung Quốc... được sử dụng để dự trữ như là một tài sản. Bạc có ký hiệu tiền tệ quốc tế là XAG theo ISO 4217.

## Nguồn gốc và sự phát triển ban đầu của xu bạc

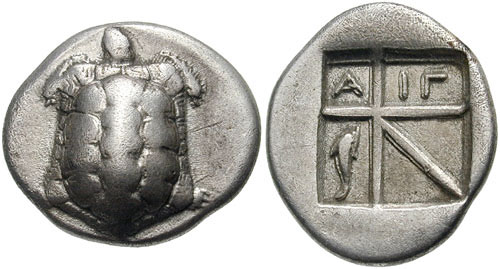
Xu drachma bạc từ đảo Aegina, năm 404 trước công nguyên